# Ignaz Paul
Ignaz Paul (1796 Cvikov – 29. nebo 30. října 1868 Vídeň) byl rakouský bankéř a politik německé národnosti z Čech, během revolučního roku 1848 poslanec Říšského sněmu.

## Biografie
Roku 1849 se uvádí jako tajemník První rakouské spořitelny ve Vídni. Od roku 1834 zastával funkci člena Společnosti přátel hudby ve Vídni (Gesellschaft der Musikfreunde in Wien). V letech 1839–1851 pak byl členem vedoucího výboru tohoto spolku. Roku 1851 z funkce kvůli názorovým rozporům odešel. Krátkodobě rezignoval již v roce 1847.
Během revolučního roku 1848 se zapojil do veřejného dění. Ve volbách roku 1848 byl zvolen na ústavodárný Říšský sněm. Zastupoval volební obvod Jablonné v Podještědí (Gabel). Tehdy se uváděl coby tajemník První rakouské spořitelny. Řadil se k sněmovní levici.
Zemřel v říjnu 1868 po dlouhé nemoci ve věku 68 let. Byl uváděn jako penzionovaný tajemník První rakouské spořitelny ve Vídni.